# Central Transformadora de la Torrassa
La Central Transformadora de la Torrassa és una subestació elèctrica del barri homònim de l'Hospitalet de Llobregat (Barcelonès), inclosa al Pla Especial de Protecció del Patrimoni Arquitectònic (PEPPA) de l'Hospitalet fins al 2001.

## Història
Va ser construïda el 1913 per la companyia Riegos y Fuerza del Ebro, més coneguda com a «La Canadenca», amb el nom de estación transformadora de Sans.
El 2017 es va aprovar una modificació del Pla General Metropolità per a la creació un camp de futbol al veí parc de la Torrassa, que va suposar la reubicació d'uns 5.000 m² de zona verda als terrenys que envolten la central, propietat d'Endesa i d'accés restringit.

## Descripció
L'accés es fa per una rampa des de la Ronda de la Torrassa. De planta rectangular (63 x 35 m), consta de dos cossos de diferent alçada que s'adapten al desnivell del terreny. Construïda en un estil noucentista, hi destaquen els grans finestrals que, rematats per arcs, columnes i pilastres, li donen una imatge de sobrietat.